# District de Gmunden
Pour la ville, voir Gmunden.
Le district de Gmunden dans le Traunviertel est le plus méridional de toute la Haute-Autriche. Il est borné au nord par le district de Vöcklabruck et le district de Wels-Land, à l'ouest par le district de Kirchdorf an der Krems, au sud par le district de Liezen en Styrie et à l'ouest par les districts salzbourgeois de St. Johann-im-Pongau, de Hallein et de Salzbourg-Umgebung.

## Administration
Le district de Gmunden comprend vingt municipalités, dont trois villes.
| Villes 1. Bad Ischl (14 115) 2. Gmunden (13 202) 3. Laakirchen (9 276) Villes de foire 1. Altmünster (9 537) 2. Bad Goisern am Hallstättersee (7 604) 3. Ebensee (8 278) 4. Hallstatt (914) 5. Sankt Wolfgang im Salzkammergut (2 778) 6. Scharnstein (4 576) 7. Vorchdorf (7 261) | Communes 1. Gosau (1 904) 2. Grünau im Almtal (2 082) 3. Gschwandt (2 498) 4. Kirchham (1 912) 5. Obertraun (746) 6. Ohlsdorf (4 608) 7. Pinsdorf (3 523) 8. Roitham (2 002) 9. Sankt Konrad (1 063) 10. Traunkirchen (1 761) |

(données démographiques valables au : 1er janvier 2004)

## Célébrités locales
- Thomas Bernhard
- Leopold Engleitner